# Borda de Rafel (Manyanet)
La Borda de Rafel és una borda del terme municipal de Sarroca de Bellera, del Pallars Jussà, dins de l'antic terme ribagorçà de Benés.
Estava situada al nord-est del poble de Manyanet, a la dreta del riu de Manyanet, prop de la llera del riu.